# Soroca (cartier)
| Bălții Noi Berestecico Centru Dacia Jubiliar Microraionul III Molodova Pământeni Slobozia Soroca Teioasa Țigănia Cartiere din Bălți |

Soroca este un cartier în municipiul Bălți, Republica Moldova, amplasat la nord de Centru orașului, între calea ferată din marginea cartierului Pământeni (linia Bălți-Oraș - Bălți-Slobozia) și Canalul Caiac-Canoe (zonă denumită „Toloacă”). Cartierul prezintă doar case particulare de 1-2 nivele, fiind lipsit de instituții publice și agenți economici. Primele locuințe au fost construite la începutul secolului XX.